# 杜塞爾多夫日本節
杜塞爾多夫日本節（德語：Japan-Tag Düsseldorf）是德國北莱茵-威斯特法伦杜塞爾多夫每年5月至6月舉行的日本文化推廣節慶，2002年首次舉辦。杜塞爾多夫日本節是世界上最大的日本文化節慶，北莱茵-威斯特法伦是歐洲中部最多日本人社群的地區。

## 歷史

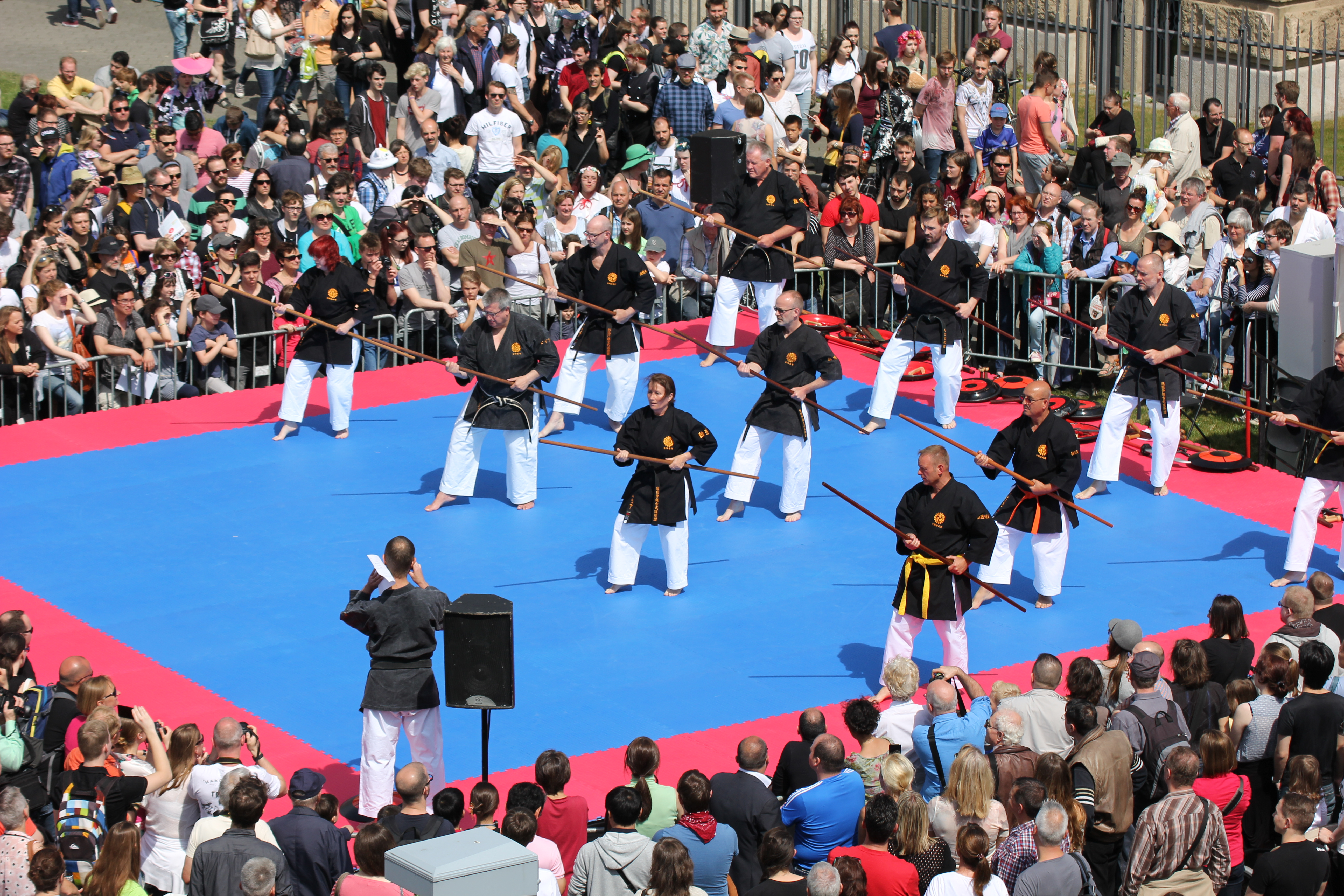
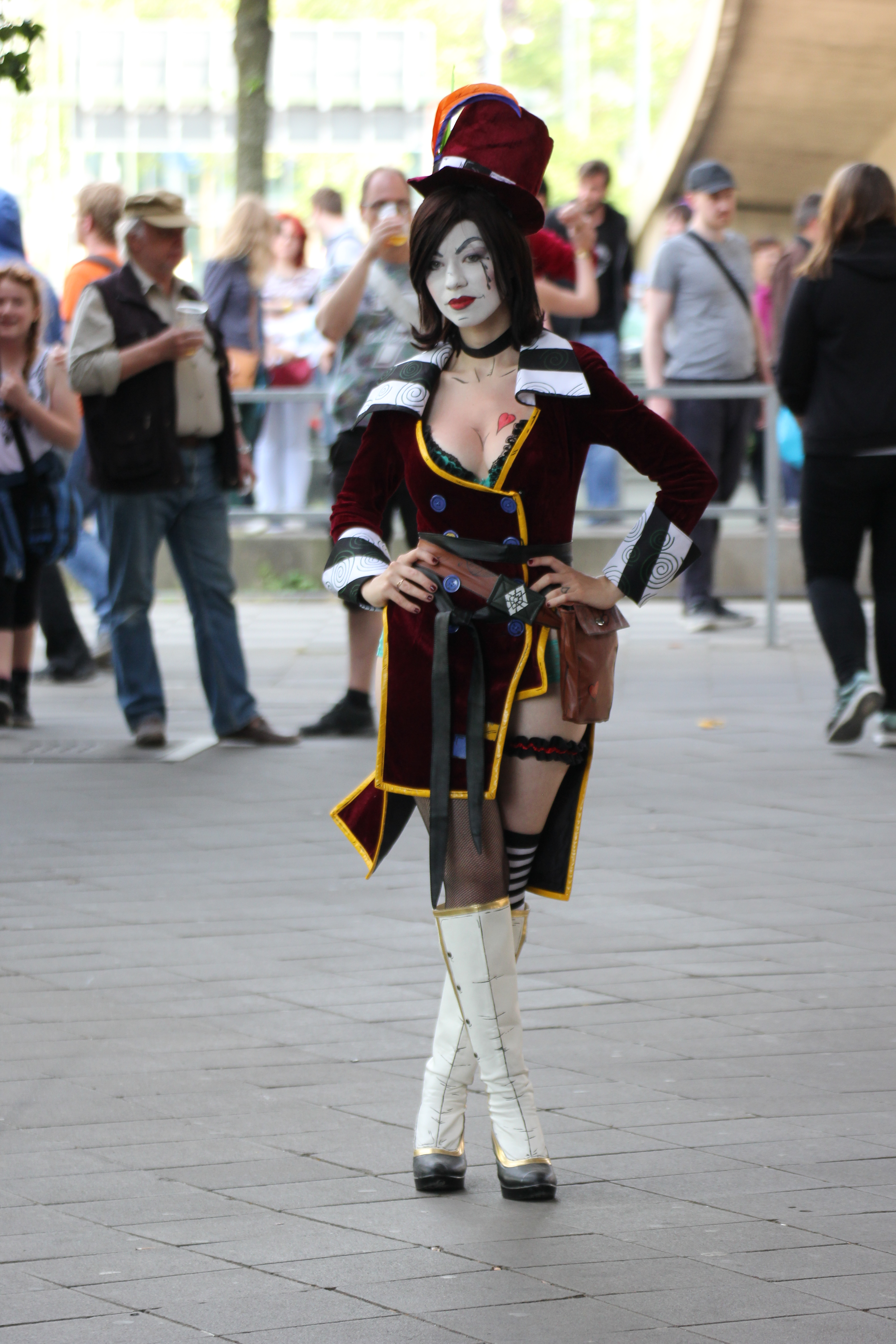
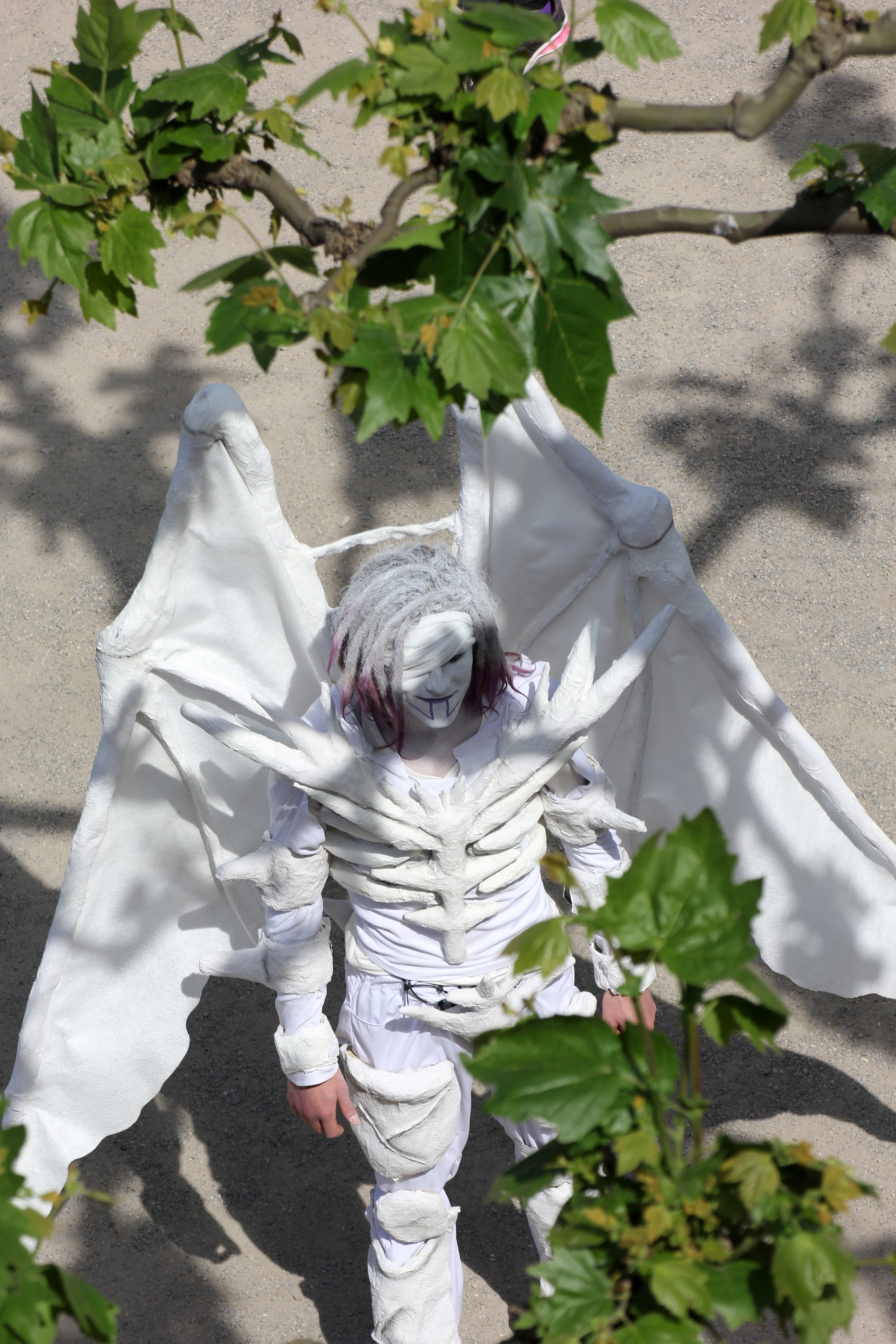
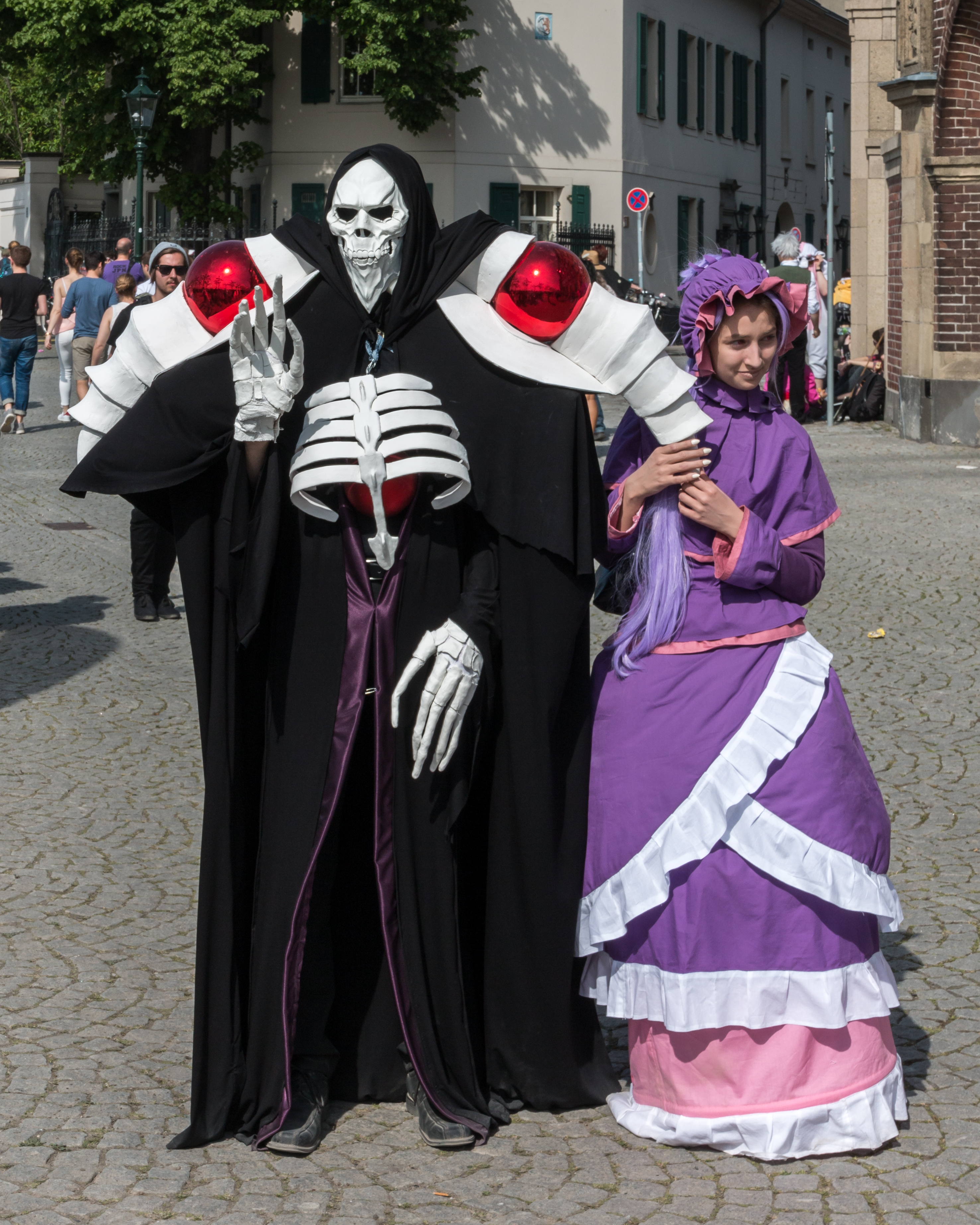
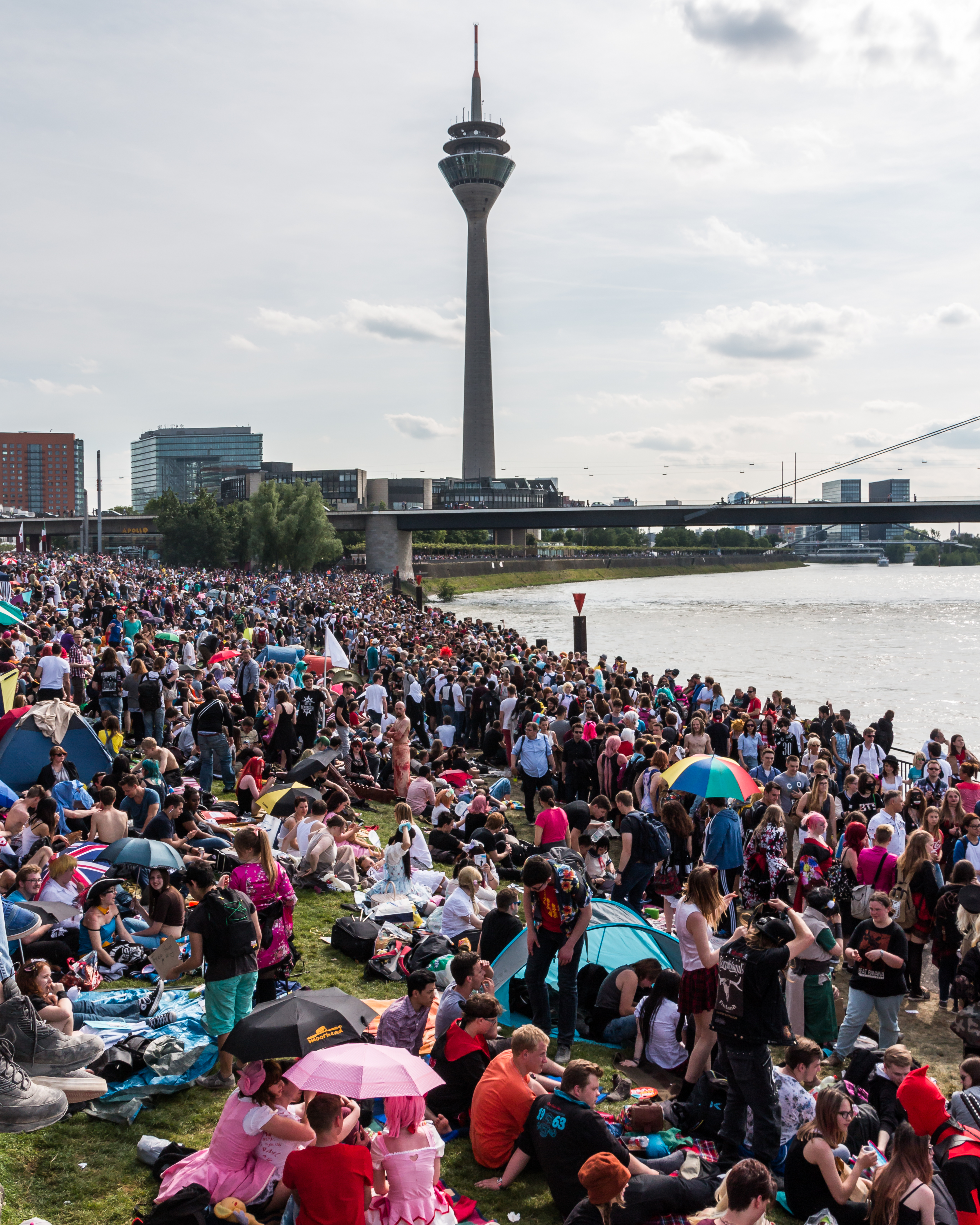

德國從1999年至2000年間不定期舉辦日本文化節慶，獲得許多日本企業支持。後來北莱茵－威斯特法伦州政府與杜塞爾多夫市政府決定舉辦日本節，由當地的日本人會社支援。
杜塞爾多夫日本節每年約有100萬人參加、2008年主辦者發佈的人數為150萬人、2010年為70萬人。

## 內容
杜塞爾多夫日本節搭建許多日本食物（壽司、章魚燒、炒麵等）攤販，也介紹摺紙、書道等日本傳統文化，演出柔道、劍道，介紹動畫、漫畫、J-pop等最新日本流行文化。杜塞爾多夫日本節結束時也會施放日本式煙火，是歐洲唯一施放日本式煙火的節慶。

## 歷屆日本節
| 屆數   | 舉辦日期       | 參加者                                                                   |
| ------ | -------------- | ------------------------------------------------------------------------ |
| 第1回  | 2002年         |                                                                          |
| 第2回  | 2003年         |                                                                          |
| 第3回  | 2004年         |                                                                          |
| 第4回  | 2005年         |                                                                          |
| 第5回  | 2006年         |                                                                          |
| 第6回  | 2007年         |                                                                          |
| 第7回  | 2008年6月14日  |                                                                          |
| 第8回  | 2009年6月13日  | 雷納德·衛藤（和太鼓）、Aoi、Jelly Beans                                  |
| 第9回  | 2010年5月29日  | 大原保人（爵士鋼琴）、アガシオ(上妻宏光三味線與塩谷哲鋼琴）、Jelly Beans |
| 第10回 | 2011年10月15日 | 桃井晴子、音樂演出（和太鼓、竹笛、薩克斯風、Percussion、歌）             |
| 第11回 | 2012年6月2日   | 大原保人                                                                 |
| 第12回 | 2013年5月25日  |                                                                          |
| 第13回 | 2014年5月17日  |                                                                          |
| 第14回 | 2015年5月30日  |                                                                          |
| 第15回 | 2016年5月21日  |                                                                          |
| 第16回 | 2017年5月20日  |                                                                          |

## 外部連結
维基共享资源上的相關多媒體資源：杜塞爾多夫日本節
- 公式ページ （页面存档备份，存于）（日本語）
- 在デュッセルドルフ日本国総領事館 （页面存档备份，存于）
- Homepage des Japan-Tages in Düsseldorf （页面存档备份，存于）